# Sinistra (politica)

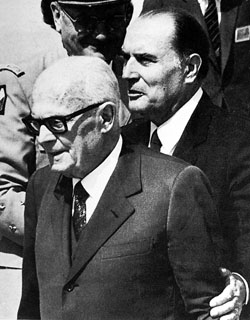
Sandro Pertini e François Mitterrand, presidenti della repubblica rispettivamente italiana e francese, entrambi socialisti

La sinistra, nel linguaggio politico, è la componente del parlamento che siede alla sinistra del presidente dell'assemblea legislativa e, in generale, l'insieme delle posizioni politiche qualificate come progressiste ed egualitariste. Indica infatti un orientamento politico social-liberale, riformista, socialdemocratico, liberalsocialista e liberaldemocratico (centro-sinistra), socialista democratico, ecosocialista e laico (sinistra), o comunista, di matrice anarchica e non (estrema sinistra), diametralmente opposte rispetto a quelle della destra.
La politica di sinistra sostiene l’uguaglianza sociale e l'egualitarismo. I suoi aderenti, in genere, percepiscono alcuni membri della società come svantaggiati rispetto ad altri, e ritengono che ci siano disuguaglianze ingiustificate che devono essere ridotte o abolite. Secondo il professore emerito di economia Barry Clark, i militanti di sinistra affermano che “lo sviluppo umano prospera quando gli individui si impegnano in relazioni cooperative e reciprocamente rispettose che possono crescere solo quando vengono ridotte differenze eccessive di status, potere e ricchezza".
Il termine sinistra, originariamente di matrice liberale, è stato applicato a una serie di movimenti, in particolare il repubblicanesimo in Francia durante il XVIII secolo, seguito dal socialismo, tra cui anarchismo, comunismo, movimento operaio, marxismo, socialdemocrazia e sindacalismo nei secoli XIX e XX.
Da allora, il termine sinistra è stato applicato a un'ampia gamma di movimenti, tra cui il movimento per i diritti civili, il movimento femminista, il movimento per i diritti LGBT+, il movimento contro la guerra e il movimento ambientalista, nonché un'ampia gamma di partiti politici.

## Storia del termine

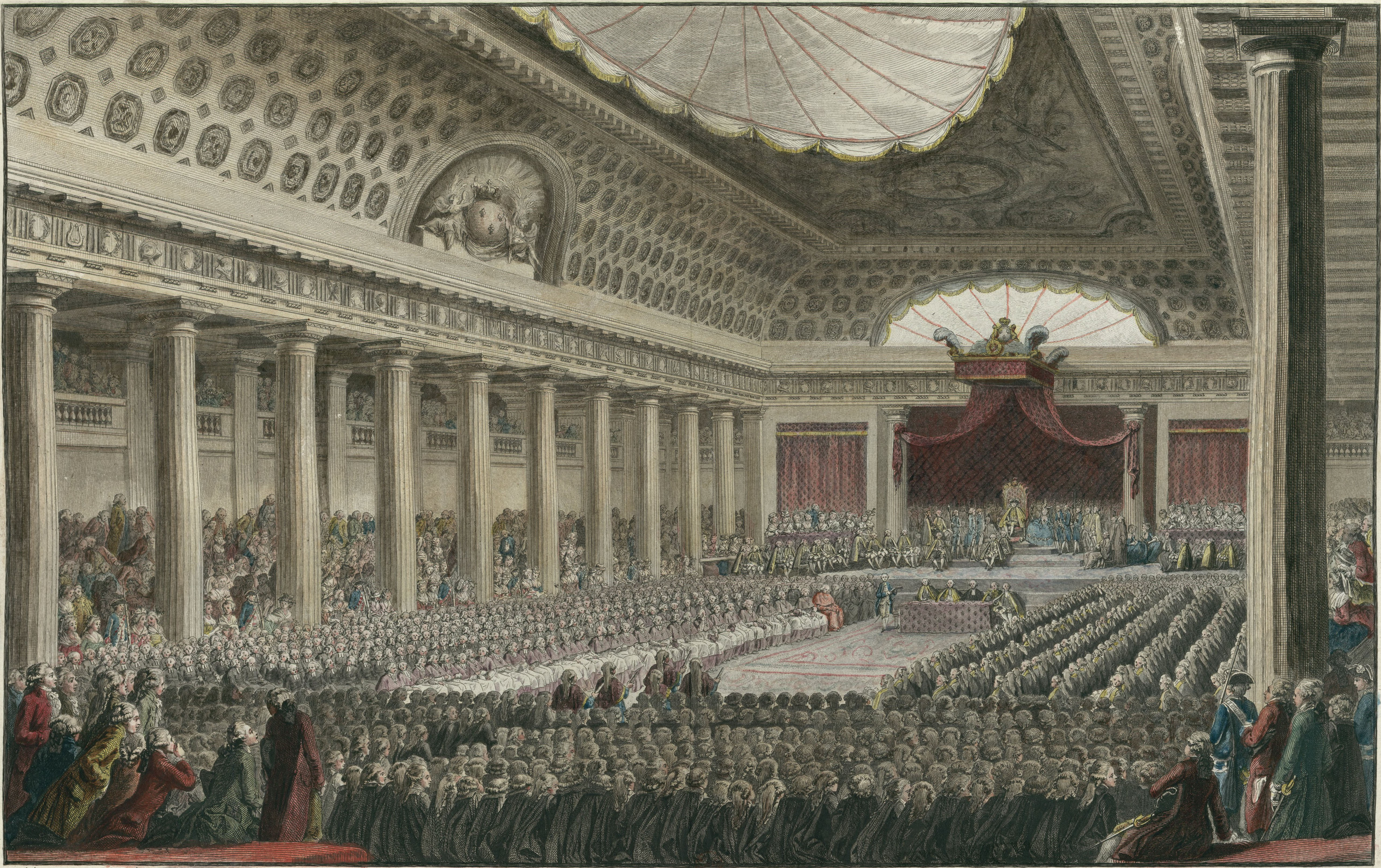
L'apertura degli Stati generali del 1789 nella Sala dei tre Ordini a Versailles

Le denominazioni "destra" e "sinistra" delle due parti opposte nell'arena politica nascono in Francia poco prima della Rivoluzione francese. Nel maggio 1789 furono convocati gli Stati generali dal Re di Francia, un'assemblea che doveva rappresentare le tre classi sociali, più che veri e propri ordini, allora riconosciute: il clero, la nobiltà e il terzo Stato, ovvero il popolo in generale. Quest'ultimo si ordinò all'interno dell'emiciclo con gli esponenti conservatori capeggiati da Pierre-Victor Malouet che presero i posti alla destra del Presidente, i radicali di Honoré Gabriel Riqueti de Mirabeau quelli alla sinistra. Questa divisione si ripresentò anche in seguito, quando si formò l'Assemblea nazionale. A destra prevaleva una corrente volta a mantenere i poteri monarchici, a sinistra stava la componente più rivoluzionaria.
Quando, a fine agosto, si discusse l'articolo della Dichiarazione dei diritti dell'uomo e del cittadino che riguarda la libertà religiosa, "coloro i quali tenevano alla religione e al re si erano messi alla destra del presidente, per sfuggire alle urla, ai discorsi e alle indecenze che avevano luogo nella parte opposta", dove stava la componente più rivoluzionaria (Marcel Gauchet). La denominazione si consolidò durante l'Assemblea legislativa e la Convenzione Nazionale. Con la Restaurazione monarchica la distinzione si conferma come una caratteristica costante del sistema parlamentare, destinata a durare. Dalla Francia si estese rapidamente a tutta l'Europa. Nel periodo della Restaurazione la sinistra era occupata dai settori progressisti e rivoluzionari.
Nel corso del Novecento, la sinistra ha compreso posizioni ideologiche come il progressismo, la socialdemocrazia, il socialismo, il comunismo e, sotto certi profili, il liberalismo sociale, in alcuni casi anche l'autoritarismo. Il termine left è stato utilizzato nel Regno Unito per indicare le componenti liberale (erede degli Whig) e laburista, il termine linke in Germania per indicare prevalentemente i socialdemocratici.

## Posizioni

### Conflitto sociale
Alla luce dell'ingresso dei partiti di sinistra nella competizione elettorale delle democrazie occidentali, "gli studiosi della stratificazione sociale e i politologi hanno interpretato questo fenomeno con il concetto di «lotta di classe democratica»: nel capitalismo maturo, con libere elezioni e un sistema politico democratico, il conflitto tra borghesia e classe operaia si «civilizza», perde le forme drammatiche e violente della rivoluzione e della reazione controrivoluzionaria, e assume le forme pacifiche e regolate dalla legge del confronto elettorale e parlamentare tra partiti politici che esprimono gli interessi delle classi in conflitto".
Per converso, "Pietro Nenni denunciò il massimalismo come la più grave malattia della sinistra italiana e descrisse i massimalisti come agitatori che nascondevano con la mobilitazione permanente la loro sterilità e la loro incapacità di formulare un programma concreto su specifici problemi".

### Economia
Le posizioni di sinistra relative all'ambito economico spaziano dall'economia keynesiana e il welfare state attraverso la democrazia industriale e l'economia sociale di mercato alla nazionalizzazione dell'economia e all'economia pianificata. Durante la rivoluzione industriale, la sinistra sostenne i sindacati. Nei primi anni del Novecento essa fu associata alle politiche che sostengono un esteso intervento governativo in ambito economico. I sostenitori della sinistra criticano ciò che percepiscono come il carattere sfruttante della globalizzazione, la race to the bottom e i licenziamenti ingiusti. Nell'ultimo quarto del XX secolo, l'idea che un governo (governando in accordo con gli interessi del popolo) dovesse coinvolgere direttamente sé stesso nelle attività giornaliere di un'economia ha perso popolarità presso il centrosinistra, specialmente tra i socialdemocratici che furono influenzati dall'ideologia della terza via.
Vi sono altri che credono nell'economia marxista, basata sulle teorie economiche di Karl Marx. Alcuni distinguono le teorie economiche di Marx dalla sua filosofia politica, sostenendo che l'approccio del filosofo alla comprensione dell'economia è indipendente dalla sua difesa del socialismo rivoluzionario e dalla sua fede nell'inevitabilità della rivoluzione proletaria.
I libertari di sinistra, i libertari socialisti, insieme agli anarco-comunisti, credono in un'economia decentralizzata retta dai sindacati, i consigli dei lavoratori, le cooperative, i comuni e le comuni e si oppongono al controllo privato e governativo dell'economia, preferendo il controllo locale, in cui una nazione di regioni decentralizzate siano unite in una confederazione.

### Religione
L'originale sinistra francese era anticlericale, si opponeva all'influenza della Chiesa cattolica e sosteneva la separazione tra Stato e Chiesa. In seguito, Marx sostenne che «La religione è il singhiozzo di una creatura oppressa, il sentimento di un mondo senza cuore, lo spirito di una condizione priva di spirito. È l'oppio dei popoli.» Nella Russia sovietica i bolscevichi abbracciarono inizialmente «un credo ideologico che professava che tutta la religione si sarebbe atrofizzata» e «deciso a sradicare il cristianesimo in quanto tale». Nel 1918, «Dieci alti prelati furono sommariamente fucilati con la spiegazione: "Il potere sovietico continuerà a sparare a questi signori fino a quando manderemo in frantumi e schiacceremo la criminale attività controrivoluzionaria dei capi della Chiesa."» e «i bambini furono privati di qualsiasi istruzione religiosa fuori di casa». Oggi, nel mondo occidentale, i sostenitori della sinistra appoggiano solitamente la secolarizzazione e la separazione tra Stato e Chiesa.
Tuttavia, le credenze religiose hanno trovato spazio anche all'interno di alcune realtà di sinistra, come il movimento abolizionista americano e il movimento contro la pena di morte. Inoltre, i primi pensatori socialisti, come Robert Owen, Charles Fourier e Saint-Simon, basarono le proprie teorie del socialismo su principi cristiani. D'altra parte, da La città di Dio di Agostino passando per L'Utopia di Thomas More, i maggiori scrittori cristiani difesero le idee ritenute dai socialisti accettabili. In ambito biblico sono riscontrabili diverse preoccupazioni comuni della sinistra, come il pacifismo, la giustizia sociale, l'uguaglianza razziale, i diritti umani e il rifiuto di un'eccessiva ricchezza. Alla fine del XIX secolo sorse il movimento Vangelo sociale (in particolare tra gli anglo-cattolici, i luterani, i metodisti, i battisti in America del Nord e in Gran Bretagna), che tentò di integrare il pensiero progressista e socialista con il cristianesimo nell'attivismo sociale basato sulla fede, promosso da movimenti come il socialismo cristiano. Nel XX secolo, la teologia della liberazione e la spiritualità della creazione fu sostenuta da alcuni scrittori come Gustavo Gutiérrez e Matthew Fox.
Esistono anche movimenti di sinistra come il socialismo islamico e il socialismo buddhista, oppure ideologie come il cattocomunismo. Vi sono anche state alleanze tra la sinistra e i musulmani contrari alla guerra; ad esempio quella tra il Respect Party e la Stop the War Coalition, in Gran Bretagna. In Francia, la sinistra si è divisa sulle azioni per bandire il velo islamico dalle scuole, con alcuni che sostenevano il divieto sulla base della separazione tra Stato e autorità religiose ed altri che a tale divieto si opponevano invocando la libertà personale.